# Reprezentacja Japonii w piłce nożnej mężczyzn
Reprezentacja Japonii w piłce nożnej (サッカー日本代表) – męski zespół piłkarski biorący udział w imieniu Japonii w zawodach piłkarskich na arenie międzynarodowej. Jest jedną z najbardziej utytułowanych drużyn Azji, kwalifikując się sześciokrotnie na mistrzostwa świata (w tym trzykrotnie przebrnęła fazę grupową), czterokrotnie zwyciężała w pucharze Azji oraz zajęła drugie miejsce w pucharze Konfederacji 2001. Japonia jest także jedyną drużyną spoza Ameryki, która brała udział w rozgrywkach Copa América. Drużyna nazywa jest przez fanów oraz media jako Sakkā Nippon Daihyō (jap. サッカー日本代表), Nippon Daihyō (jap. 日本代表) lub Daihyō (jap. 代表).

## Udział wMistrzostwach Świata 1998
Na mundialu we Francji reprezentacja Japonii znalazła się w grupie H razem z Argentyną, Chorwacją oraz Jamajką. Po przegraniu wszystkich trzech spotkań (z Argentyną i Chorwacją po 0:1 oraz Jamajką 1:2) z zerowym dorobkiem punktowym zajęli ostatnie miejsce w grupie i odpadli z turnieju.

## Udział wMistrzostwach Świata 2002
Rok 2002 był rokiem, w którym Japonia wraz z Koreą Południową organizowała mistrzostwa świata. Niebiescy Samurajowie grali więc w grupie H razem z Belgią, Rosją i Tunezją. Po dwóch zwycięstwach (z Rosją 1:0 i Tunezją 2:0), oraz jednym remisie (2:2 z Belgią) zajęli pierwsze miejsce w grupie z siedmioma punktami i awansowali do kolejnej fazy turnieju. W 1/8 finału spotkali się z reprezentacją Turcji, z którą przegrali 0:1 i odpadli z turnieju.

## Udział wMistrzostwach Świata 2006
Turniej w Niemczech, Japonia zakończyła na fazie grupowej. Z jednym punktem na koncie po bezbramkowym remisie z Chorwacją i dwóch porażkach (z Australią 1:3 i Brazylią 1:4) zajęła ostatnie miejsce w grupie i odpadła z turnieju. 

## Udział wMistrzostwach Świata 2010
Japończycy rozpoczęli swój udział w tej imprezie od wygranego 1:0 meczu z Kamerunem. Później przegrali z Holandią 0:1 oraz wygrali jeszcze z Danią 3:1. Pozwoliło im to zająć drugie miejsce w grupie E, i z sześcioma punktami na koncie awansować do 1/8 finału. W tej fazie turnieju trafili na reprezentację Paragwaju, której ulegli 3:5 po serii rzutów karnych. 

## Udział wMistrzostwach Świata 2014
Japonia na brazylijskim mundialu, w drodze losowania, zajęła miejsce w grupie C razem z Grecją, Kolumbią oraz Wybreżem Kości Słoniowej. W pierwszym meczu, rozgrywanym w Recife, Japonia przegrała 1:2 z WKS. Następne spotkanie, rozegrane w Natal, skończyło się bezbramkowym remisem z Grecją. Ostatnie spotkanie, w mieście Cuiabá, skończyło się porażką z Kolumbią 1:4. Reprezentacja Japonii zakończyła swój udział na Mistrzostwach Świata w Brazylii, zajmując ostatnie miejsce w grupie C, z jednym punktem na koncie, nie uzyskując awansu do 1/8 finału.

## Udział wMistrzostwach Świata 2018
Na turnieju w Rosji Japonia grała w grupie H razem z Kolumbią, Senegalem oraz Polską. Występ Japonii na tym mundialu przeszedł do historii. W pierwszym meczu Japończycy zrewanżowali się Kolumbii za wysoką porażkę na poprzednich mistrzostwach i wygrali 2:1. Było to pierwsze zwycięstwo na międzynarodowym turnieju z drużyną ze strefy CONMEBOL. W kolejnym meczu zremisowali 2:2 z Senegalem, a w ostatnim meczu przegrali 0:1 z Polską. Japonia zajęła drugie miejsce w grupie z czterema punktami, bilansem meczowym 1-1-1 oraz bilansem bramkowym 4:4 i awansowała do 1/8 finału dzięki przewadze nad reprezentacją Senegalu w klasyfikacji Fair Play (piłkarze Japonii dostali 4 żółte kartki, natomiast piłkarze Senegalu 6 żółtych kartek). Japonia została pierwszą reprezentacją w historii Mistrzostw Świata, która awansowała dzięki tej klasyfikacji. Zwycięstwo Japonii było również historycznym osiągnięciem dla AFC, ponieważ Japonia stała się jedynym zespołem strefy AFC, który zakwalifikował się do fazy pucharowej, ale także po raz pierwszy od 1982 roku żaden zespół CAF nie zakwalifikował się do fazy pucharowej. Rywalem Japończyków w 1/8 finału turnieju byli Belgowie. Niebiescy Samurajowie przegrali jednak ten mecz 2:3 i odpadli z mundialu.

## Udział wMistrzostwach Świata 2022
Na turnieju w Katarze Japończycy trafili do niełatwej grupy z Hiszpanią, Kostaryką i Niemcami. Na inaugurację niespodziewanie pokonali reprezentację Niemiec 2:1, pomimo że przegrywali. W meczu o awans dokonali jeszcze większej niespodzianki przegrywając z Kostaryką, która w rywalizacji z Hiszpanią została rozbita 7:0. W ostatnim meczu pokonali jednak Hiszpanię 2:1 i awansowali do 1/8 finału z pierwszego miejsca. W 1/8 finału przegrali z Chorwacją po rzutach karnych i pożegnali się z turniejem.

## Udział w międzynarodowych turniejach
| \| 1930 \| Nie brała udziału \| Nie brała udziału \| \| 1934 \| Nie brała udziału \| Nie brała udziału \| \| 1938 \| Wycofała się z udziału \| Wycofała się z udziału \| \| 1950 \| Nie brała udziału \| Nie brała udziału \| \| 1954 \| Nie zakwalifikowała się \| Nie zakwalifikowała się \| \| 1958 \| Nie brała udziału \| Nie brała udziału \| \| 1962 \| Nie zakwalifikowała się \| Nie zakwalifikowała się \| \| 1966 \| Nie brała udziału \| Nie brała udziału \| \| 1970 \| Nie zakwalifikowała się \| Nie zakwalifikowała się \| \| 1974 \| Nie zakwalifikowała się \| Nie zakwalifikowała się \| \| 1978 \| Nie zakwalifikowała się \| Nie zakwalifikowała się \| \| 1982 \| Nie zakwalifikowała się \| Nie zakwalifikowała się \| \| 1986 \| Nie zakwalifikowała się \| Nie zakwalifikowała się \| \| 1990 \| Nie zakwalifikowała się \| Nie zakwalifikowała się \| \| 1994 \| Nie zakwalifikowała się \| Nie zakwalifikowała się \| \| 1998 \| Awans \| Faza grupowa \| \| 2002 \| Gospodarz \| 1/8 finału \| \| 2006 \| Awans \| faza grupowa \| \| 2010 \| Awans \| 1/8 finału \| \| 2014 \| Awans \| Faza grupowa \| \| 2018 \| Awans \| 1/8 finału \| \| 2022 \| Awans \| 1/8 finału \| \| 2026 \| Awans \| \| | - 1956–1964 – Nie brała udziału - 1968 – Nie zakwalifikowała się - 1972 – Nie brała udziału - 1976 – Nie zakwalifikowała się - 1980–1984 – Nie brała udziału - 1988 – Faza grupowa - 1992 – Mistrzostwo - 1996 – Ćwierćfinał - 2000 – Mistrzostwo - 2004 – Mistrzostwo - 2007 – IV miejsce - 2011 – Mistrzostwo - 2015 – Ćwierćfinał - 2019 – II miejsce - 2023 – Ćwierćfinał |                         |
| Udział w mistrzostwach świata | |                         |
| Rok | Kwalifikacje | Wynik                   |
| 1930 | Nie brała udziału | Nie brała udziału       |
| 1934 | Nie brała udziału | Nie brała udziału       |
| 1938 | Wycofała się z udziału | Wycofała się z udziału  |
| 1950 | Nie brała udziału | Nie brała udziału       |
| 1954 | Nie zakwalifikowała się | Nie zakwalifikowała się |
| 1958 | Nie brała udziału | Nie brała udziału       |
| 1962 | Nie zakwalifikowała się | Nie zakwalifikowała się |
| 1966 | Nie brała udziału | Nie brała udziału       |
| 1970 | Nie zakwalifikowała się | Nie zakwalifikowała się |
| 1974 | Nie zakwalifikowała się | Nie zakwalifikowała się |
| 1978 | Nie zakwalifikowała się | Nie zakwalifikowała się |
| 1982 | Nie zakwalifikowała się | Nie zakwalifikowała się |
| 1986 | Nie zakwalifikowała się | Nie zakwalifikowała się |
| 1990 | Nie zakwalifikowała się | Nie zakwalifikowała się |
| 1994 | Nie zakwalifikowała się | Nie zakwalifikowała się |
| 1998 | Awans | Faza grupowa            |
| 2002 | Gospodarz | 1/8 finału              |
| 2006 | Awans | faza grupowa            |
| 2010 | Awans | 1/8 finału              |
| 2014 | Awans | Faza grupowa            |
| 2018 | Awans | 1/8 finału              |
| 2022 | Awans | 1/8 finału              |
| 2026 | Awans |                         |

### Puchar Konfederacji
| Udział w pucharze Konfederacji | Udział w pucharze Konfederacji | Udział w pucharze Konfederacji |
| Rok                            | Kwalifikacje                   | Wynik                          |
| ------------------------------ | ------------------------------ | ------------------------------ |
| 1992                           | Nie brała udziału              | Nie brała udziału              |
| 1995                           | Awans                          | Faza grupowa                   |
| 1997                           | Nie zakwalifikowała się        | Nie zakwalifikowała się        |
| 1999                           | Nie zakwalifikowała się        | Nie zakwalifikowała się        |
| 2001                           | Gospodarz                      | II miejsce                     |
| 2003                           | Awans                          | Faza grupowa                   |
| 2005                           | Awans                          | Faza grupowa                   |
| 2009                           | Nie zakwalifikowała się        | Nie zakwalifikowała się        |
| 2013                           | Awans                          | Faza grupowa                   |
| 2017                           | Nie zakwalifikowała się        | Nie zakwalifikowała się        |

## Najwięcej występów
dane na 1 lutego 2019
| Lp. | Nazwisko             | Mecze | Gole | Okres     |
| --- | -------------------- | ----- | ---- | --------- |
| 1   | Yasuhito Endo        | 152   | 15   | 2002–2015 |
| 2   | Masami Ihara         | 122   | 5    | 1988–1999 |
| 3   | Yoshikatsu Kawaguchi | 116   | 0    | 1997-2008 |
| 3   | Yuto Nagatomo        | 116   | 3    | 2008-     |
| 3   | Shinji Okazaki       | 116   | 50   | 2008–     |
| 6   | Makoto Hasebe        | 114   | 2    | 2006–2018 |
| 7   | Yuji Nakazawa        | 110   | 17   | 1999–2010 |
| 8   | Shunsuke Nakamura    | 98    | 24   | 2000–2010 |
| 8   | Keisuke Honda        | 98    | 37   | 2008–2018 |
| 10  | Shinji Kagawa        | 95    | 31   | 2008–     |
| 10  | Maya Yoshida         | 95    | 10   | 2010–     |

## Najwięcej goli
dane na 1 stycznia 2016
| Lp. | Nazwisko           | Gole | Mecze | Okres     |
| --- | ------------------ | ---- | ----- | --------- |
| 1   | Kunishige Kamamoto | 75   | 76    | 1964–1977 |
| 2   | Kazuyoshi Miura    | 55   | 89    | 1990–2000 |
| 3   | Shinji Okazaki     | 50   | 116   | 2008–     |
| 4   | Hiromi Hara        | 37   | 75    | 1978–1988 |
| 4   | Keisuke Honda      | 37   | 98    | 2008–     |
| 6   | Shinji Kagawa      | 31   | 95    | 2008–     |
| 7   | Takuya Takagi      | 27   | 44    | 1992–1997 |
| 8   | Kazushi Kimura     | 26   | 54    | 1979–1986 |
| 9   | Shunsuke Nakamura  | 24   | 98    | 2000–2010 |
| 10  | Naohiro Takahara   | 23   | 57    | 2000–2008 |

## Kadra
Aktualna kadra na Puchar Azji 2019. Występy i gole aktualne na 1 stycznia 2019.
| Nr | Pozycja | Zawodnik             | Mecze | Bramki | Klub                |
| -- | ------- | -------------------- | ----- | ------ | ------------------- |
| 1  | BR      | Masaaki Higashiguchi | 7     | 0      | Gamba Osaka         |
| 2  | OB      | Genta Miura          | 5     | 0      | Gamba Osaka         |
| 3  | OB      | Sei Muroya           | 4     | 0      | FC Tokyo            |
| 4  | OB      | Shō Sasaki           | 3     | 0      | Sanfrecce Hiroszima |
| 5  | OB      | Yūto Nagatomo        | 110   | 3      | FC Tokyo            |
| 6  | PO      | Wataru Endō          | 15    | 0      | Liverpool           |
| 7  | PO      | Gaku Shibasaki       | 26    | 3      | Deportivo La Coruña |
| 8  | PO      | Genki Haraguchi      | 40    | 8      | VfB Stuttgart       |
| 9  | PO      | Takumi Minamino      | 7     | 4      | AS Monaco           |
| 10 | PO      | Takashi Inui         | 31    | 6      | Shimizu S-Pulse     |
| 11 | NP      | Kōya Kitagawa        | 3     | 0      | Shimizu S-Pulse     |
| 12 | BR      | Shūichi Gonda        | 5     | 0      | Portimonense SC     |
| 13 | NP      | Yoshinori Mutō       | 25    | 2      | Vissel Kobe         |
| 14 | PO      | Junya Itō            | 7     | 2      | Stade Reims         |
| 15 | NP      | Yūya Ōsako           | 37    | 10     | Vissel Kobe         |
| 16 | OB      | Takehiro Tomiyasu    | 2     | 0      | Arsenal             |
| 17 | PO      | Toshihiro Aoyama     | 11    | 1      | Sanfrecce Hiroszima |
| 18 | OB      | Tsukasa Shiotani     | 2     | 0      | Al-Ain FC           |
| 19 | OB      | Hiroki Sakai         | 49    | 1      | Olympique Marsylia  |
| 20 | OB      | Tomoaki Makino       | 36    | 4      | Urawa Red Diamonds  |
| 21 | PO      | Ritsu Doan           | 5     | 1      | SC Freiburg         |
| 22 | OB      | Maya Yoshida (k.)    | 89    | 10     | Schalke 04          |
| 23 | BR      | Daniel Schmidt       | 1     | 0      | Sint-Truidense VV   |

## Lista meczów reprezentacji Japonii w piłce nożnej
- Lista meczów reprezentacji Japonii w piłce nożnej mężczyzn (1920–1929)
- Lista meczów reprezentacji Japonii w piłce nożnej mężczyzn (1930–1939)
- Lista meczów reprezentacji Japonii w piłce nożnej mężczyzn (1940–1949)
- Lista meczów reprezentacji Japonii w piłce nożnej mężczyzn (1950–1959)
- Lista meczów reprezentacji Japonii w piłce nożnej mężczyzn (1960–1969)
- Lista meczów reprezentacji Japonii w piłce nożnej mężczyzn (1970–1979)
- Lista meczów reprezentacji Japonii w piłce nożnej mężczyzn (1980–1989)
- Lista meczów reprezentacji Japonii w piłce nożnej mężczyzn (1990–1999)
- Lista meczów reprezentacji Japonii w piłce nożnej mężczyzn (2000–2009)
- Lista meczów reprezentacji Japonii w piłce nożnej mężczyzn